# Armand Marrast
Armand Marie François Pascal Marrast (Sent Gaudenç, Alta Garona, 5 de juny de 1801 - París, 12 d'abril de 1852) fou un polític francès. Va militar en l'oposició liberal durant la Restauració francesa, va prendre part en la Revolució de 1830, i va participar en el moviment republicà sota la Monarquia de Juliol. Va ser Alcalde de París durant 1848.

## Biografia
Va treballar com a professor a Ortès i de retòrica a Sent Sever, sent posteriorment nomenat mestre al Liceu Louis-le-Grand, on coneix Pierre Laromiguière, catedràtic de la Facultat de les Lletres de París, qui li confia la supervisió de l'Escola Normal Superior de París.
En 1825 es converteix en Doctor en lletres amb la tesi de literatura Éclaircissements sur cette question : Est-ce aux poètes ou aux prosateurs qu’appartient la gloire d'avoir le plus contribué à former et à perfectionner la langue française ?. La tesi en llatí es titulava : Dissertatio de veritate.
En 1829 comença a impartir conferències en l'Ateneu, i debuta com a periodista en el recentment llançat periòdic La Tribune des départements, convertint-se posteriorment en el redactor cap. En el si d'aquest periòdic es gestarà la Conspiració de la Fayette, organització paramilitar d'estudiants i obrers comandada pel seu amic Louis-Adolphe Robin-Morhéry, que exerceix un important paper en el desenvolupament de la Revolució de 1830, en la que Marrast participa activament.
Per mitjà de La Tribune manifesta la seva oberta oposició a la política de Lluís Felip I de França durant la Monarquia de Juliol, motiu pel qual rep una ordre de deportació el 29 de gener de 1936. Es refugia en Anglaterra, tornant en juny de 1937 gràcies a l'amnistia declarada el 8 de maig en ocasió del matrimoni del Duc d'Orleans. Al seu retorn aconsegueix l'adreça del diari republicà Le National.
Amb motiu de la Revolució de 1848, en la que participa activament, és nomenat membre del Govern provisional que s'estableix.
El 6 de març del mateix any es converteix en Alcalde de París, oposant-se a les mesures democràtiques. Diputat en l'Assemblea Nacional, s'uneix a la política de repressió que es va mantenir després de les jornades de juny de 1848. Al juliol del mateix any presideix l'Assemblea. Després d'aquests esdeveniments, va participar activament en la redacció de la Constitució francesa de 1848, promulgant-la el 12 de novembre en la Plaça de la Concòrdia de París.
Es va retirar de la vida política després del seu fracàs en les eleccions a l'Assemblea Legislativa de 1849. Va morir el 12 d'abril de 1852 en la misèria, i oblidat per tots.

## Retrat
- David d'Angers, Profil, medalló, bronze, 1848, Museu de la Vie romantique, Paris